# أنهيدريد البنزويك
أنهيدريد البنزويك هو مركب عضوي صيغته الكيميائية C14H10O3، وهو أنهيدريد حمض (بلا ماء) البنزويك.

## التحضير
يمكن أن يحضر المركب من تفاعل حمض البنزويك مع أنهيدريد الأسيتيك، أما تقنياً فيحضر من تفاعل الأول مع كلوريد البنزويل، أو الأخير مع الماء.

## الخواص
يوجد المركب في الشروط القياسية على شكل مادة صلبة بيضاء اللون، وهي غير منحلة في الماء، لكنها تذوب في المذيبات العضوية. يتفكك المركب إلى حمض البنزويك في الماء الساخن وعند التماس مع المحاليل القلوية المركزة.

## الاستخدامات
يستخدم المركب في حماية مجموعة الهيدروكسيل الوظيفية، إذ أنه يشكل معها إسترات البنزويك، والتي تتميز أنها أكثر ثباتية ضد الحلمهة أكثر من استرات الأسيتيك.